# Kashiwa
Kashiwa (jap. 柏市 Kashiwa-shi) – miasto w środkowej Japonii, na głównej wyspie Honsiu (Honshū), w prefekturze Chiba. Ma powierzchnię 114,74 km². W 2020 r. mieszkały w nim 426 552 osoby, w 188 045 gospodarstwach domowych  (w 2010 r. 404 079 osób, w 162 301 gospodarstwach domowych).

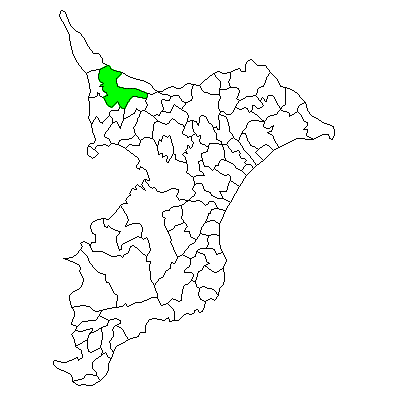
Miasto na tle prefektury

W mieście rozwinął się przemysł spożywczy, maszynowy, elektrotechniczny oraz odzieżowy.

## Współpraca
- Stany Zjednoczone: Torrance
- Chińska Republika Ludowa: Chengde
- Guam
- Australia: Camden
- Japonia: Tsugaru